# نهاد اخترفیزیک پاریس
نهاد اخترفیزیک پاریس یک نهاد پژوهشی در کنار رصدخانه پاریس در بخش ۱۴ام پاریس فرانسه است. این نهاد، بخشی از دانشگاه پیر و ماری کوری است و با مرکز ملی پژوهش‌های علمی فرانسه همکاری می‌کند. 

## تاریخچه
نهاد اخترفیزیک پاریس در سال ۱۹۳۶ (میلادی) توسط وزیر آموزش فرانسه بنیان‌گذاری شد. آرمان آغازین آن، پردازش داده دریافت‌شده از رصدخانه اوت-پروانس بود که همزمان با نهاد اخترفیزیک پاریس بنیان‌گذاری شده بود. ساخت ساختمان نهاد اخترفیزیک پاریس در ۶ ژانویه ۱۹۳۸ (میلادی) آغاز شد. دانشمندان نهاد اخترفیزیک پاریس در آغاز در رصدخانه پاریس، و تا پیش از ساخته‌شدن ساختمان نهاد اخترفیزیک پاریس در ۱۹۴۴ (میلادی)، در اکول نرمال سوپریور کار می‌کردند. ساخت ساختمان نهاد اخترفیزیک پاریس در ۱۹۵۲ (میلادی) به پایان رسید.

## پژوهش‌های کنونی
نهاد اخترفیزیک پاریس ۱۶۰ پژوهش‌گر، مهندس، کاردان فنی، و سرپرست دارد. همچنین دانش‌آموزان، دانشجویان، و بازدیدکنندگان را می‌پذیرد.
زمینه‌های اصلی پژوهش نهاد اخترفیزیک پاریس:
- نسبیت عام و کیهان‌شناسی
- تشکیل ساختار
- اخترشناسی پر انرژی
- پیدایش و فرگشت کهکشان
- ساختار ستاره‌ای
- سیاره فراخورشیدی

نهاد اخترفیزیک پاریس یکی از پنج آزمایشگاه انجمن اروپایی پژوهش اخترشناسی است. این آزمایشگاه پیوند دهنده بین دو رده دانش اخترفیزیک و فیزیک نظری است. اتحادیه بین‌المللی اخترشناسی در نهاد اخترفیزیک پاریس نماینده دارد.